# Walter Ernest Butler
Walter Ernest Butler (* 1898; † 1978) war ein englischer Parapsychologe, Magier, Okkultist und Schriftsteller.
Butler, von seinen Freunden „Ernie“ genannt, wurde in East Yorkshire als Kind einer Großfamilie mit vielen Geschwistern geboren. In England widmete er sich okkulten Studien als Mitglied von Dion Fortunes Fraternity of the Inner Light, worin er im Jahre 1930 initiiert wurde. Butler war auch ein Schüler des Parapsychologen Robert King.
Im Jahre 1965 gründete Butler die okkulte Schule „Servants of the Light School of Occult Science“, kurz S.O.L. genannt. Bis kurz vor seinem Tod war er der erste Studienleiter der S.O.L.
Seine Bücher gelten in Fachkreisen noch heute als Klassiker auf dem Gebiet des Okkultismus.

## Werke
Englische:
- How to Develop Clairvoyance.
- How to Read the Aura and Practice Psychometry, Telepathy, and Clairvoyance.
- Magic and Qabalah.
- Magic It's Ritual Power and Purpose.
- Practical Magic and The Western Mystery Tradition.
- The Magician: His Training and Work.
- The Path to Magical Attainment.

Deutsche:
- Die Aura – Sehen und Deuten. Aurinia Verlag, Hamburg 2011, ISBN 978-3-937392-58-5.
- Hellsehen – Der Weg zur außersinnlichen Wahrnehmung. Aurinia Verlag, Hamburg 2011, ISBN 978-3-937392-60-8.
- Telepathie – Die Geheimnisse der geistigen Kommunikation. Aurinia Verlag, Hamburg 2011, ISBN 978-3-937392-59-2.
- Magische Lehrstunden – Der Meister und sein Schüler. Aurinia Verlag, Hamburg 2012, ISBN 978-3-937392-63-9.
- Heilige Magie – Der lichtvolle Pfad des Meisters. Aurinia Verlag, Hamburg 2012, ISBN 978-3-937392-81-3.
- Die magische Kabbala – Die Pforten des Lichts. Aurinia Verlag, Hamburg 2012, ISBN 978-3-937392-64-6.
- Die Magie – Das Praxisbuch des Magiers. Aurinia Verlag, Hamburg 2013, ISBN 978-3-937392-82-0.
- Psychometrie – Die Aura der Gegenstände medial lesen und verstehen. Aurinia Verlag, Hamburg 2012, ISBN 978-3-937392-88-2.

## Weitere Quellen
- Helmut Werner: Lexikon der Esoterik.

| Personendaten    | Personendaten                                           |
| ---------------- | ------------------------------------------------------- |
| NAME             | Butler, Walter Ernest                                   |
| KURZBESCHREIBUNG | englischer Parapsychologe, Okkultist und Schriftsteller |
| GEBURTSDATUM     | 1898                                                    |
| STERBEDATUM      | 1978                                                    |